# Attalea geraensis
Attalea geraensis är en enhjärtbladig växtart som beskrevs av João Barbosa Rodrigues. Attalea geraensis ingår i släktet Attalea och familjen Arecaceae. Inga underarter finns listade i Catalogue of Life.

## Bildgalleri

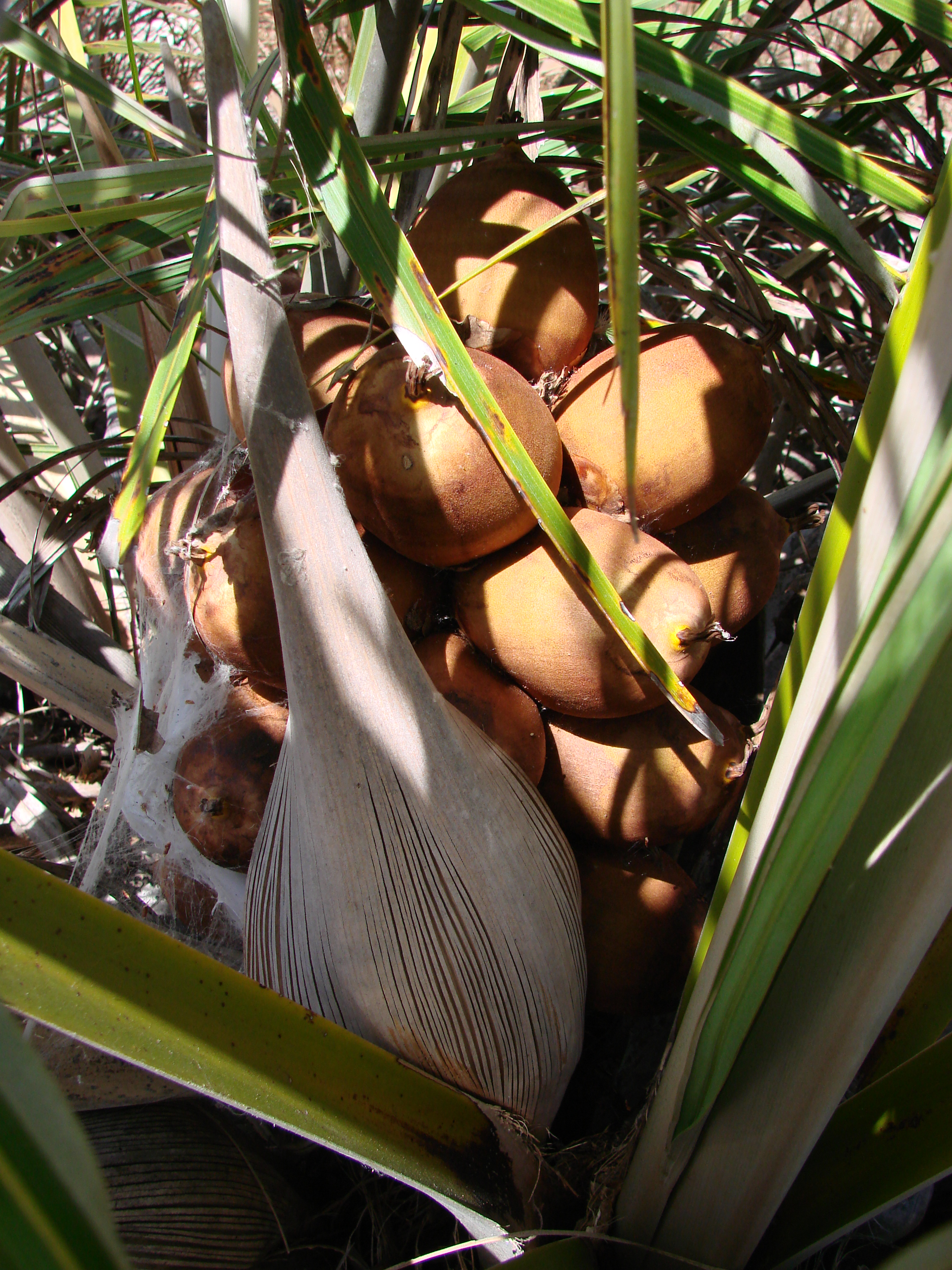